# Малайя (фильм)
«Малайя» (англ. Malaya) — приключенческий фильм режиссёра Ричарда Торпа, который вышел на экраны в 1949 году.
Фильм частично основан на документальном материале и рассказывает о событиях Второй мировой войны, когда двое американцев (их играют Джеймс Стюарт и Спенсер Трейси) организовали и осуществили дерзкое похищение из оккупированной японцами Малайи большой партии каучука, необходимого для американской военной промышленности.

## Сюжет
В январе 1942 года, через месяц после нападения японской армии на Пёрл-Харбор и вступления США во Вторую мировую войну, после четырёх лет, проведённых на Дальнем Востоке, в Лос-Анджелес возвращается журналист Джон Ройер (Джеймс Стюарт). По прибытии в город Ройер сразу же направляется в редакцию газеты «Дейли рекорд» для встречи с её издателем Джоном Манчестером (Лайонел Бэрримор). Манчестер, который хорошо знает Ройера, рассказывает ему о тяжелой ситуации, сложившейся в стране с производством резины, которая необходима для вооружённых сил страны. Манчестер сообщает далее, что от имени правительства ему поручено найти новые источники получения сырья для резиновой промышленности, на что Ройер предлагает дерзкий план получения большой партии каучука из Британской Малайи, которую к тому времени уже оккупировали японские войска. Тем же вечером домой к Ройеру приходит федеральный агент Келлар (Джон Ходяк), который обладает подробным досье на журналиста. Агент соглашается с Ройером, что для реализации плана нужны будут не только золото и поддержка флота, но и надёжные люди. Среди них, прежде всего, Карнахан (Спенсер Трейси), друг детства Ройера, который стал контрабандистом, был пойман и посажен в тюрьму Алькатрас после того, как Ройер написал о нём разоблачительную статью, которая получила широкий резонанс и была опубликована во многих газетах по всей стране. Вскоре Келлар проводит Ройера на тайную встречу в железнодорожном вагоне с влиятельными представителями власти, которых собрал Манчестер. Они выслушивают идею журналиста о получении каучука из Малайи контрабандным путём, для чего потребуется правительственное золото и поддержка военно-морского флота. Правительственный эксперт по поставкам каучука Карсон (Джеймс Тодд) задаёт Ройеру наедине некоторые конкретные вопросы о положении дел в Малайе после японской оккупации. Так как журналист только что вернулся из тех мест, он даёт чёткую картину того, что японская власть в районе каучуковых плантаций пока ещё не достаточно сильна, и это даёт шанс на успех его операции. В итоге Ройер получает согласие на проведение операции и начинает действовать. Первым делом Ройер и Келлар направляются в Алькатрас, чтобы встретиться с Карнаханом. При встрече Карнахан сразу же бьёт Ройера по лицу, считая его главным виновником своего заточения. Однако затем, когда Ройер и Келлар предлагают ему принять участие в контрабанде каучука в обмен на освобождение, Карнахан быстро соглашается.
После отплытия в Малайю, Ройер поясняет Карнахану, что пошёл на такой рискованный план, чтобы отомстить за своего брата, погибшего в боях с японцами на острове Уэйк. Карнахан на это отвечает, что его в этой операции интересует исключительно золото. Добравшись до побережья Малайи, Карнахан и Ройер тайно высаживаются на берег, после чего под видом ирландских моряков приходят в салун, который принадлежит старому другу Карнахана по прозвищу Голландец (Сидни Гринстрит). Там Карнахан встречает свою бывшую возлюбленную, итальянку Луану (Валентина Кортезе), которая работает в салуне певицей. Они нежно обнимают друг друга, и видно, что их взаимные чувства до сих пор не охладели. Затем Луана провожает Ройера и Карнахана к Голландцу, которого они вводят в курс своей операции и просят оказать им помощь. Вскоре в салуне появляется японский комендант городка, полковник Томура (Ричард Лу), которому Голландец регулярно платит за благосклонное отношение, организуя ему выигрыши в своём казино. После его ухода Голландец подбирает из числа завсегдатаев салуна двенадцать надёжных и отважных человек для участия в операции, среди них контрабандист Романо (Гилберт Роланд). Поздно вечером Луана встречается с Карнаханом, вспоминая об их былых отношениях и умоляя увезти её из Малайи. На следующее утро Голландец связывает Карнахана и Ройера с тремя крупнейшими владельцами каучуковых плантаций в регионе. Двое из них — англичанин Маттисон (Том Хелмор) и испано-бразильцец Карлос Тассума (Иэн Макдональд) — после недолгих переговоров дают согласие на сотрудничество, и тем же вечером Ройер тайно вывозит весь каучук с их складов, перегружая его на борт американского корабля, который закамуфлирован под небольшой островок недалеко от побережья. В это время для прикрытия операции Карнахан и Романо под видом пьяных устраивают стычки с японскими солдатами и проникают в штаб, на некоторое время дезорганизуя управление комендатурой. Кроме того, Ройеру помогают партизаны из числа местных жителей, которые нейтрализуют наблюдательный пункт японцев в устье реки. Японцы арестовывают Карнахана и Романо, собираясь сурово наказать их, однако Голландец уговаривает Томуру отдать их ему на поруки.
На следующий день Ройер планирует вывезти каучук с плантаций Бруно Грубера (Роланд Уинтерс), немца, который уже двадцать лет живёт в Малайе. Однако если первых двух плантаторов Карнахан хорошо знал, то личность Грубера вызывает у него подозрение. Не доверяя ему, Карнахан отказывается участвовать в последней поставке, однако Ройер настаивает на проведении операции в полном объёме и уезжает на плантацию один. Когда Ройер уже перегрузил каучук на свои лодки и расплачивается с Грубером золотыми слитками, неожиданно появляется Карнахан, который набрасывается на плантатора и начинает душить его, заставляя признаться, что Томура устроил на лодки Ройера засаду в устье реки. Карнахан считает, что в таких условиях отправляться в путь смертельно опасно и отказывается участвовать в операции, тогда Ройер один возглавляет караван из лодок, рассчитывая обойти засаду в устье по боковым протокам. Однако, как выясняется, японцы поджидали лодки с каучуком в непосредственной близости от плантации Грубера. В итоге, караван Ройера попадает под жёсткий пулемётный огонь, в результате чего сам Ройер и многие члены его отряда гибнут на месте, а лодки с каучуком достаются японцам. Услышав интенсивную стрельбу, Карнахан понимает, что Ройер погиб, а Грубер их предал, обманув относительно места расположения засады. Он врывается в дом Грубера и убивает его. Голландец замечает Карнахану, что Ройер погиб за свои убеждения, за родину, которой служил, и за брата, за которого хотел отомстить. На следующий день Томура обращается к Голландцу с предложением пропустить лодки с каучуком за вознаграждение золотом ему лично. Карнахан и Голландец подозревают, что это ловушка, и таким образом Томура хочет получить не только золото, но и завладеть всем каучуком, а также уничтожить американский корабль. Тем не менее, Карнахан считает важным довести дело Ройера до конца. Пока команда под руководством Романо перевозит каучук, Карнахан отправляется на лодке на встречу с Томурой в прибрежных водах. Луана неожиданно садится в его лодку, чтобы быть вместе с ним в этот опасный момент, однако ради её спасения Карнахан выталкивает её за борт. В открытом море катер Томуры останавливает лодку Карнахана, после чего японец заставляет его пересесть в свой катер. Когда Томура замечает закамуфлированный американский корабль, он даёт сигнал японским кораблям атаковать его, после чего стреляет в Карнахана. В этот момент из засады появляются два американских торпедных катера, которые торпедами уничтожают японские корабли. Воспользовавшись моментом, тяжело раненый Карнахан хватает оружие и убивает сначала двух вооружённых японских матросов, а затем и Томуру, после чего через борт катера видит, как полыхают подбитые японские корабли.
Некоторое время спустя, уже после освобождения Малайи войсками союзников, Келлар приезжает на Малайю, чтобы вручить медаль Карнахану, который теперь живёт на соседнем острове вместе с Луаной. Отказавшись от медали, Карнахан просит Келлара передать её Голландцу, что тот и делает.

## В ролях
- Спенсер Трейси — Карнахан
- Джеймс Стюарт — Джон Ройер
- Сидни Гринстрит — Голландец
- Ричард Лу — полковник Томура
- Гилберт Роланд — Романо
- Джон Ходяк — Келлар
- Валентина Кортезе — Луана
- Лайонел Бэрримор — Джон Манчестер
- Роланд Уинтерс — Бруно Грубер
- Дефорест Келли — лейтенант Гленсон
- Иэн Макдональд — Карлос Тассума
- Том Хелмор — Маттисон
- Чарльз Мередит — Большой человек (в титрах не указан)

## Создатели фильма и исполнители главных ролей
Ричард Торп был режиссёром широкого жанрового диапазона, поставив такие фильмы, как триллер «Когда настанет ночь» (1937), мелодраму «Двойная свадьба» (1937), три фильма про Тарзана 1939-42 годов, комедийный детектив «Тонкий человек едет домой» (1945), мюзикл «Три маленьких слова» (1950), а также исторические приключенческие ленты «Узник крепости Зенда» (1952) и «Айвенго» (1952). По словам историка кино Пола Татары, Торп «был известен в индустрии тем, что пускал в печать почти каждый снятый им дубль. Актёры ему открыто не доверяли. Однако, он заканчивал почти каждую картину с экономией, что располагало к нему руководство студии Metro-Goldwyn-Mayer, в частности, её босса того времени Дора Шари».
Исполнители главных ролей Джеймс Стюарт и Спенсер Трейси были одними из самых ярких голливудских кинозвёзд его Золотого периода. Стюарт знаменит исполнением главных ролей в таких успешных картинах, как комедия «Мистер Смит едет в Вашингтон» (1939), семейная мелодрама «Эта замечательная жизнь» (1946), триллеры Альфреда Хичкока «Верёвка» (1948), «Окно во двор» (1954) и «Головокружение» (1958), а также серия классических вестернов Энтони Манна начала 1950-х годов. Актёр пять раз номинировался на Оскар за исполнение главных ролей, в итоге завоевав его лишь однажды — за фильм «Филадельфийская история» (1940). Спенсер Трейси более всего известен по фильму нуар Фритца Ланга «Ярость» (1936), романтическим комедиям «Женщина года» (1942) и «Ребро Адама» (1949), военным драмам «Тридцать секунд над Токио» (1944) и «Седьмой крест» (1944), социальному триллеру «Плохой день в Блэк Роке» (1955), а позднее — в серии фильмов Стенли Крамера «Пожнёшь бурю» (1960), «Нюрнбергский процесс» (1961) и «Этот безумный, безумный, безумный, безумный мир» (1963). Актёр девять раз номинировался на Оскар, получив эту награду дважды — за семейный фильм «Отважные капитаны» (1937) и биографическую драму «Город мальчиков» (1938). Итальянская актриса Валентина Кортезе более всего известна по американским фильмам нуар «Воровское шоссе» (1949), «Дом на Телеграфном холме» (1951) и «Босоногая графиня» (1954), а позднее — по картинам ведущих европейских режиссёров, среди них «Подруги» (1955) Микеланджело Антониони, «Джульетта и духи» (1965) Федерико Феллини и «Американская ночь» (1973) Франсуа Трюффо.

## История создания фильма
Как написал в 1949 году кинообозреватель «Нью-Йорк Таймс» Босли Краузер, кинокомпания «Metro-Goldwyn-Mayer этим фильмом, возможно, приоткрывает завесу над тем, что когда-то было военным секретом — дерзкой акцией по захвату каучука в тот момент, когда японцы властвовали в Тихом океане». Как указано на сайте Американского института киноискусства, фильм начинается с «письма Президента Франклина Делано Рузвельта, адресованного издателю Манчестеру Боуди, который стал основой для персонажа этого фильма Джона Манчестера. Издаваемая Боуди газета Los Angeles Daily News в 1944 году опубликовала статью, согласно которой в 1941 году разрушительный пожар и взрыв в Фолл-Ривер, штат Массачусетс, уничтожил государственный запас каучука, вынудив производителей резины собирать по всей стране и перерабатывать отходы. После этого Боуди ежедневно на протяжении четырёх месяцев выходил в эфир, обращаясь к публике с призывом собирать и сдавать отходы резиновой продукции». По словам историка кино Пола Татары, «во время войны патриотически настроенный газетный издатель Манчестер Боуди написал письмо президенту Рузвельту, предложив план контрабанды каучука из оккупированной Малайи». Через три недели после этого письма Боуди получил ответ от Президента, который благодарил его за идею, одновременно сообщив ему, что подобная операция уже идёт полным ходом.
Позднее Боуди написал историю о контрабанде каучука из оккупированной Японией Малайи, продав её «главе производства кинокомпании RKO Дору Шари, который решил, что сможет сделать на её основе приключенческий фильм под названием „Операция Малайя“». Однако глава студии Говард Хьюз отверг эту идею, что стало одной из причин ухода Шари с RKO. Он перебрался на Metro-Goldwyn-Mayer, забрав с собой написанный Фрэнком Фентоном сценарий фильма.
На стадии предпроизводства Шари удалось заинтересовать работой в картине «команду потрясающих актёров». Как пишет Татара, «Стюарт дал своё согласие просто потому, что хотел снова поработать с Трейси, с которым он играл вместе в своём первом фильме „Человек-убийца“ (1935). С такими тяжеловесами на борту, как Стюарт и Трейси, дали своё согласие на участие в картине и другие заметные актёры, среди них Сидни Гринстрит, Лайонел Бэрримор и Гилберт Роланд». Валентина Кортезе была взята в аренду у студии Twentieth Century Fox, а Сидни Гринстрит — у Warner Bros. (это была последняя роль Гринстрита в кино).
Как пишет Татара, во время съёмок Стюарт взял на себя заботу о том, чтобы удержать Трейси от его «легендарных запоев». Для этого он решил увлечь Трейси идеей, что после завершения фильма «они вдвоём совершат кругосветное путешествие. Стюарт ежедневно бомбардировал Трейси брошюрами, рассказывающими об экзотических местах, которые они могли бы посетить». Стюарт рассказывал: «Он корпел над брошюрами и говорил с большим возбуждением о Греции, Риме и Тадж Махале. В любом случае, стратегия, кажется, сработала, и Спенс появлялся на съёмках каждый день, и каждый день работал отлично». Однако когда съёмочный процесс завершился, Стюарт поинтересовался у своего партнёра, готов ли у него паспорт, на что Трейси спросил: «Какой паспорт?» — «Для поездки в Европу и Азию» — «В Европу и Азию? Да я с тобой даже через дорогу вместе не пойду, сукин ты сын».

## Оценка фильм критикой

### Общая оценка фильма
После выхода картины на экраны кинообозреватель «Нью-Йорк Таймс» Босли Краузер дал ей положительную оценку, назвав «зажигательным старомодным триллером об отважных мужчинах с хитрым умом и разрушительными кулаками». Он также отметил, что хотя в начале фильма даётся понять, что он основан на реальных событиях, тем не менее «последующие события заставляют усомниться в его документальной основе», однако это никак не «затмевает его блеск как неистовой мелодрамы», которая «несёт полный заряд напряжённых приключений».
Современные историки кино оценивают картину в основном сдержанно. Так, журнал TimeOut описал её как «мрачный экшн периода Второй мировой войны, в котором Стюарт и Трейси продвигают дело союзников, похищая каучук из захваченной японцами Малайи». По мнению рецензента, если судить по игре Стюарта, который «идёт под пули, несгибаемо размахивая флагом», то можно подумать, что это фильм снимался в военное время для подъёма боевого духа нации. Пол Татара отмечает, что «поклонники кино и даже некоторые историки кино имеют тенденцию чрезмерно превозносить значимость всего того, что касается Золотой эры Голливуда. В частности, такие актёры, как Джеймс Стюарт и Спенсер Трейси, хотя оба и обладали огромным талантом, тем не менее, как и все остальные, были лишь частью кинематографического сборочного конвейера. Их лучшие фильмы стали настолько культовыми, что мы склоняемся не замечать те из них, которые сделаны ниже возможностей этих актёров». По мнению Татары, это «как раз и есть один из таких фильмов», даже несмотря на то, что «помимо Трейси и Стюарта, он включает поразительно сильный состав актёров второго плана».
Деннис Шварц назвал картину «неудовлетворительной, бульварной приключенческой ура-патриотической мелодрамой периода Второй мировой войны, которая опускается до уровня категории В, несмотря на наличие голливудских тяжеловесов Спенсера Трейси и Джеймса Стюарта, которые делают всё возможное, чтобы преодолеть банальный и плохо написанный сценарий Фрэнка Фентона» и постановку «посредственного, но экономичного режиссёра Ричарда Торпа». По мнению критика, картина «заслуживает просмотра только по причине присутствия двух звёзд, и то потому, что её показывают не так часто, несмотря на его крупный бюджет и хорошо известных актёров». Шварц также отмечает, что «вполне возможно фильм и основан на реальном событии, но ему не хватает правдоподобия, и сделан он для мрачного просмотра».

### Оценка работы режиссёра и творческой группы
По мнению Краузера, «сценарист Фрэнк Фентон наполнил сценарий массой экшна, а постановка Ричарда Торпа заставляет экран пульсировать от волнения» с самого начала картины. Вместе с тем, обозреватель обращает внимание на то, что героям фильма уж слишком легко удаётся обводить вокруг пальца японцев и расправляться с ними в стычках. Он пишет: «Почему в таком случае война продлилась так долго — осталось загадкой. Но, в конце концов, зачем беспокоиться по поводу сюжета перед лицом всего прочего возбуждения, которое предлагает „Малайя“». Наряду с другими киноведами Татара усомнился в достоверности показанных событий. Он также отметил «слабую историю», и что «Торп вряд ли относился к тем режиссёрам, которые могли бы её спасти».
При этом критики высоко оценили актёрские работы в этом фильме. В частности, Краузер написал, что «игра Спенсера Трейси, Джеймса Стюарта и Сидни Гринстрита наивысшего уровня, а Валентина Кортезе вносит дозу сладострастия в атмосферу джунглей». TimeOut высоко оценил игру Трейси и Стюарта, при этом особенно выделив «отличный состав актёров второго плана», благодаря которым фильм «отдалённо напоминает „Касабланку“».